# Hokus Pokus Musikus

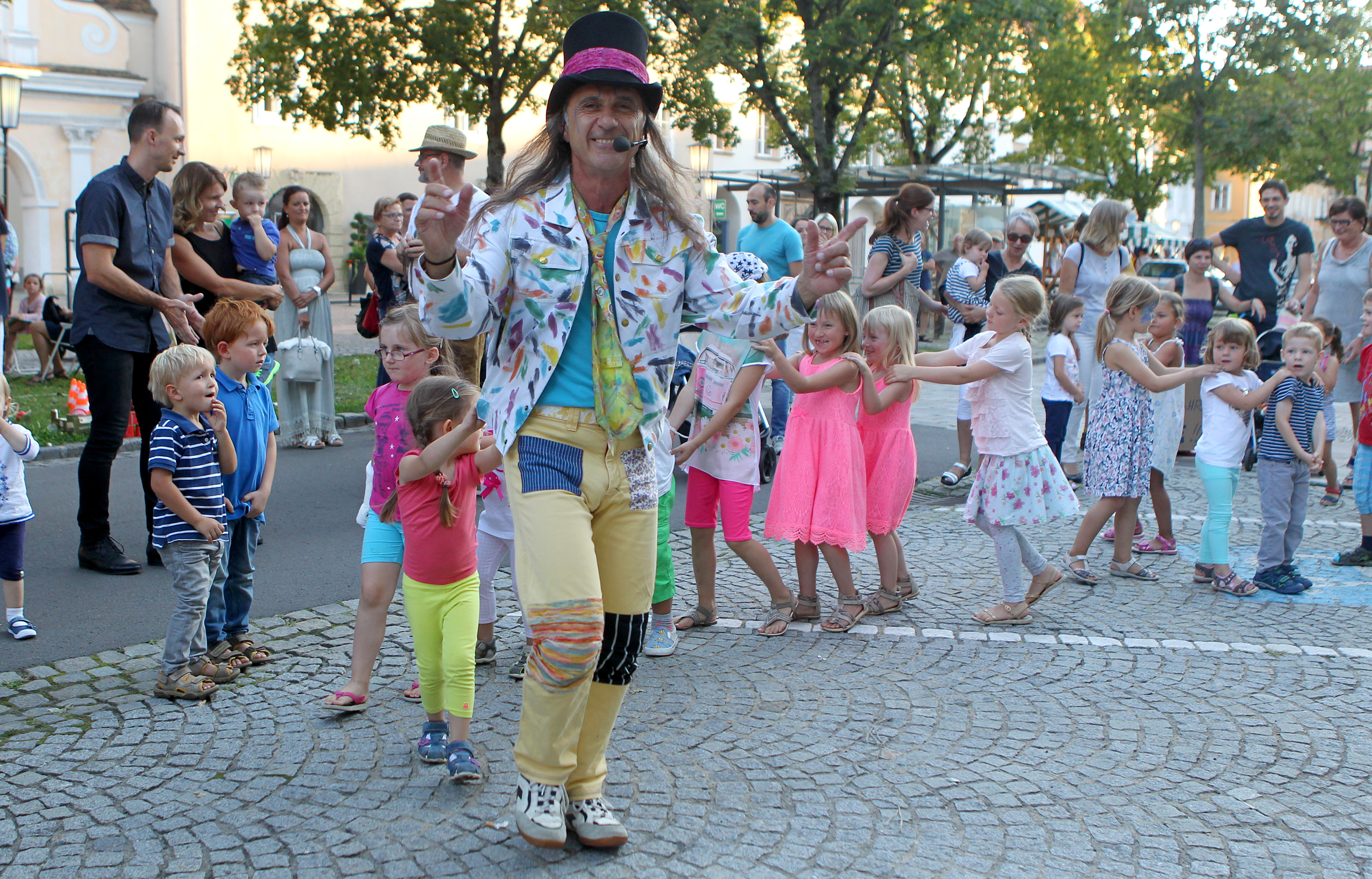
Auftritt in Bad Radkersburg, 2016

Hokus Pokus Musikus (* 7. März 1962 in Graz; bürgerlich Franz Wetzelberger) ist ein österreichischer Musiker und Kinderliedermacher. Seit 1986 steht er mit seinen rockigen Kinderliedern zum Mittanzen auf der Bühne.

## Werdegang
Im Jahr 1984 komponierte  Wetzelberger für seinen  dreijährigen Sohn Daniel ein Lied, das er mit der Band Soon, in der er damals als Gitarrist spielte, aufnahm. Sein Sohn war von diesem Lied so begeistert, dass er beschloss, bekannte Kinderlieder in rockiger Version aufzunehmen. Er erfand die Fantasiefigur Hokus Pokus Musikus, die den kleinen Daniel mit ihrer Zaubermusik auf eine wunderbare Reise mitnimmt. So entstand ein musikalisches Hörspiel für Kinder und bald war klar, dass die Figur des Hokus Pokus Musikus auch auf der Bühne lebendig werden sollte. Das Publikum, die Kinder, sollten bei dem Programm aktiv mitmachen und so ein altersgerechtes, fröhliches Rock-Konzert für Kinder erleben können. Franz Wetzelberger schrieb eigene, rockige Kinderlieder, für die er einfache Tänze ausarbeitete, seine Ehefrau Helga kreierte ein Bühnen-Outfit, unverwechselbar mit bunter Jacke und schwarzem Zylinder. Im Jahr 1986 fand der erste Auftritt bei einem Kinder-Faschingsfest in Deutsch Goritz statt: die Musik-Mitmach-Show mit dem Hokus Pokus Musikus war geboren. Es folgten weitere Auftritte, anfangs noch mit Live-Band, später als Halbplaybackshow gemeinsam mit Karl Holzer (1986 bis 1989), bzw. mit Oliver Zeisberger in der Rolle des Fidibus (bis 1995). Franz Wetzelberger schuf in Zusammenarbeit mit Oliver Zeisberger mehrere Bühnenprogramme und gründete ein eigenes Plattenlabel (HPM Records). Aufgenommen wurden die Hokus Pokus Musikus Alben in den Grazer Studios Magic Sound Studio, Music Garden Studio und Megabyte-Kitchen Studio, als Produzenten fungierten Andi Beit, Boris Bukowski, Kurt Strohmeier und Franz Wetzelberger selbst. Bei den Produktionen haben zahlreiche österreichische Musiker mitgewirkt, u. a. Blue Thier, Robby Musenbichler, Gerd Schuller, Kurt Schachner, Christian Pischel und Richard Winkler. Für die Programme Im Schwupp di Wupp Theater, KinderDisco und TELEping TELEpong produzierte Franz Wetzelberger Bücher mit den Liedtexten und Illustrationen des Comic-Zeichners Francesco Guerrini. Im Jahr 1990 erfolgte die Produktion des Musikvideoclips „Gigl Gogl Rock'n Roll“.
Der Hokus Pokus Musikus tourt durch Österreich und will mit seinem Programm große und kleine Kinder begeistern. Zu den Höhepunkten gehören die Auftritte im Wiener Musikverein, im Schauspielhaus Graz, bei den Stadtfesten Graz, Wien, Leoben, Linz und Bozen, beim internationalen Straßenkunstfestival Pflasterspektakel in Linz, bei hunderten Kindermaskenbällen in ganz Österreich, sowie im Fernsehen in den Sendungen „ORF Ferienexpress“ und „ORF Kinderwurlitzer“.

## Diskografie

### Alben
- 1985: Eine wunderbare Reise durch die Welt der Kinderlieder
- 1987: Die Hokus Pokus Musikus-Show

- 1988: Die wunderbare Wunderreise
- 1989: Im Schwupp di Wupp Theater
- 1990: KinderDisco
- 1992: TELEping TELEpong
- 2003: Die Flower Power Kinder Show
- 2021: Neue Lieder vom Hokus Pokus Musikus

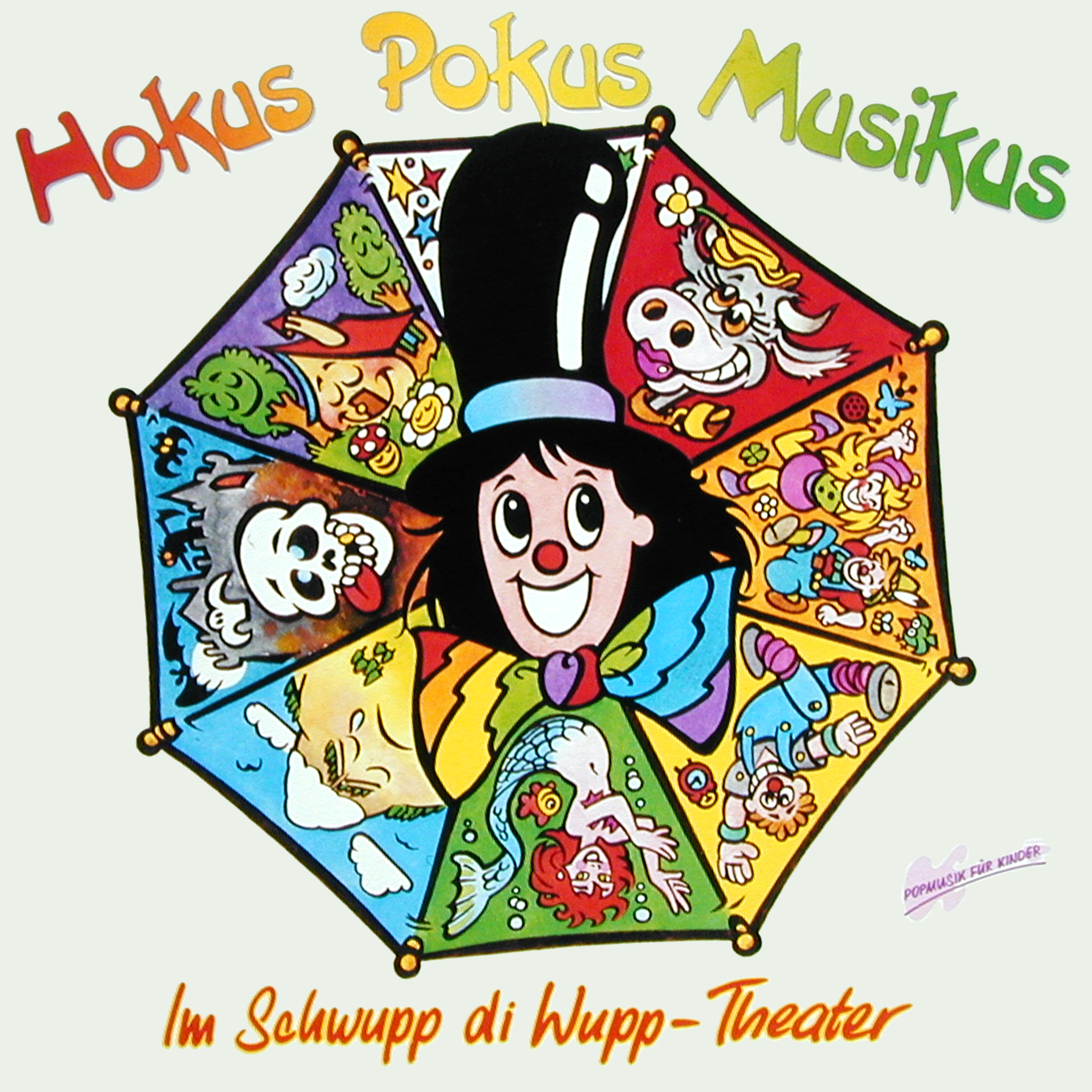
Im Schwupp di Wupp-Theater
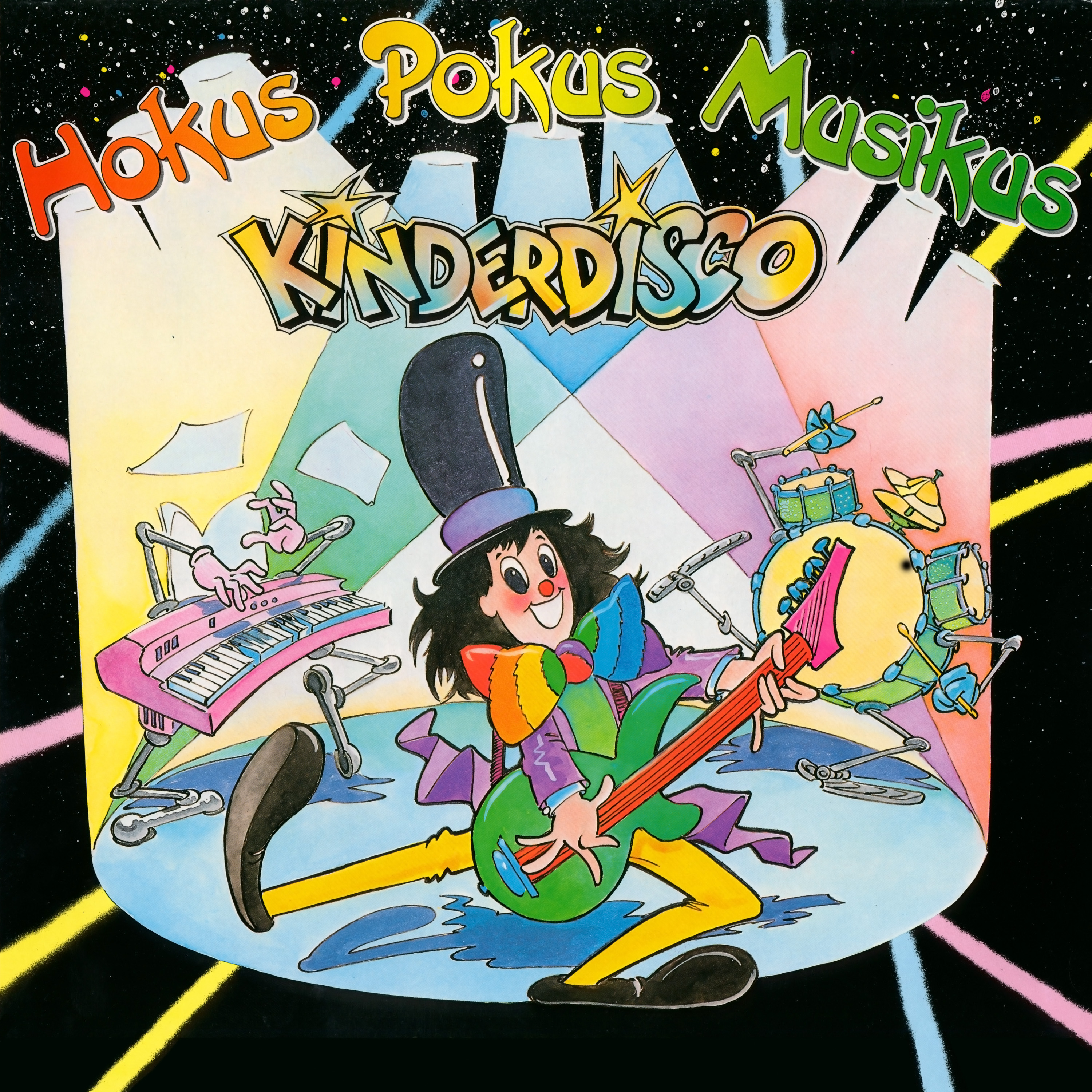
Kinderdisco
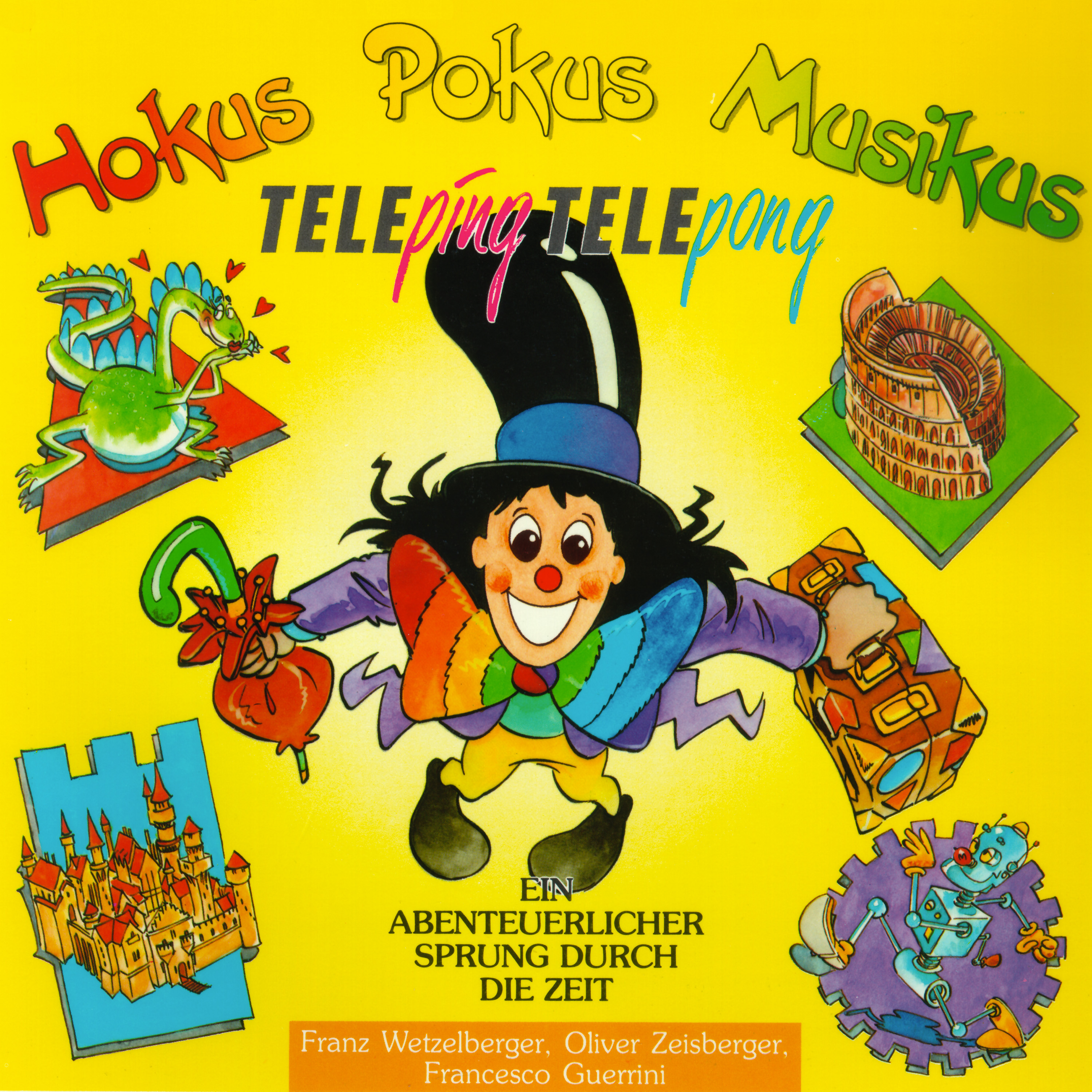
TELEping TELEpong
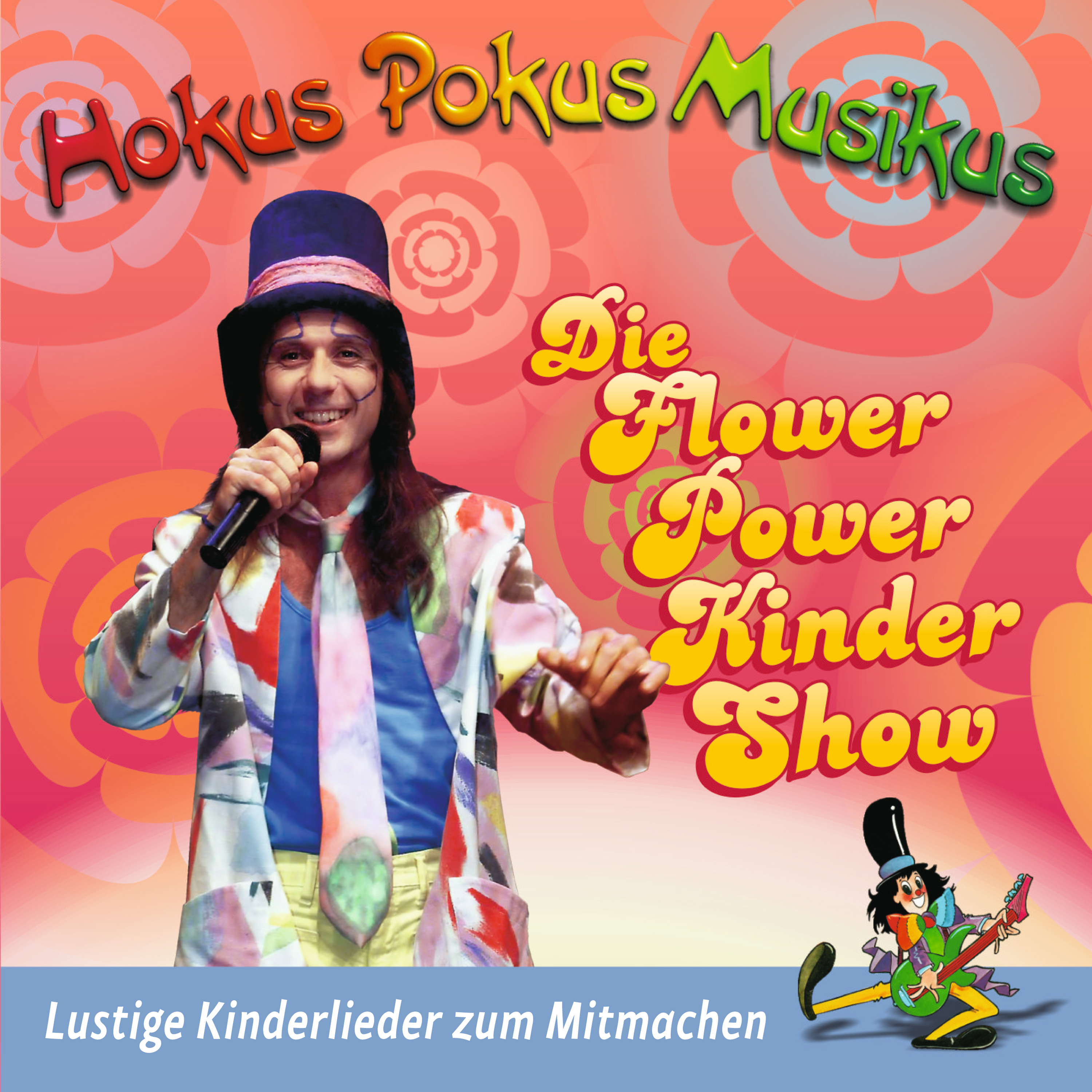
Die Flower Power Kinder Show

## Auszeichnungen
1992 OSCAR der steirischen Kinderfreunde für besondere Verdienste für Kultur-Arbeit für Kinder.

## Weitere Projekte
„Häschen Hoppelbein“ (1987), ein Projekt des Magistrats Graz zur Müllvermeidung und Mülltrennung in Grazer Kindergärten.